# Jonas (prénom)
Pour les articles homonymes, voir Jonas (homonymie).

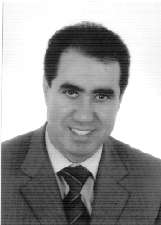
Jonas Donizette, candidat aux élections municipales de Campinas en 2004

Jonas est un prénom masculin peu usité en France, fêté le 21 septembre. On trouve les variantes Younes, Youness, Younesse, Younous, Younouss et Younousse, et au féminin la forme Yona.

## Variantes linguistiques
- Hongrois : Jónás
- Lithuanien : Jonas